# EPrix de Londres 2021
 L'ePrix de Londres 2021, disputé les 24 et 25 juillet 2021 sur le circuit ExCeL de Londres, sont les 81e et 82e manches de l'histoire de la Formule E. Il s'agit de la cinquième et sixième édition de l'ePrix de Londres comptant pour le championnat de Formule E et des douzième et treizième manches du championnat du monde de Formule E 2020-2021.

## Première manche
GP précédent GP suivant

### Essais libres

#### Première séance
| Pos. | Pilote                 | Voiture                     | Chrono         | Écart     |
| ---- | ---------------------- | --------------------------- | -------------- | --------- |
| 1    | Jean-Éric Vergne       | DS Techeetah Formula E Team | 1 min 21 s 650 |           |
| 2    | Robin Frijns           | Envision Virgin Racing      | 1 min 21 s 654 | + 0 s 004 |
| 3    | Sam Bird               | Jaguar                      | 1 min 21 s 688 | + 0 s 038 |
| 4    | Antonio Félix da Costa | DS Techeetah Formula E Team | 1 min 21 s 715 | + 0 s 065 |
| 5    | Mitch Evans            | Jaguar                      | 1 min 21 s 746 | + 0 s 096 |
| 6    | Alex Lynn              | Mahindra Racing             | 1 min 21 s 794 | + 0 s 144 |

#### Deuxième séance
| Pos. | Pilote              | Voiture       | Chrono         | Écart     |
| ---- | ------------------- | ------------- | -------------- | --------- |
| 1    | Maximilian Günther  | BMWi Andretti | 1 min 26 s 838 |           |
| 2    | Jake Dennis         | BMWi Andretti | 1 min 27 s 213 | + 0 s 375 |
| 3    | André Lotterer      | Porsche       | 1 min 27 s 467 | + 0 s 629 |
| 4    | Alexander Lynn      | Mahindra      | 1 min 27 s 499 | + 0 s 661 |
| 5    | Sérgio Sette Câmara | Dragon-Penske | 1 min 27 s 508 | + 0 s 670 |
| 6    | Nyck de Vries       | Mercedes      | 1 min 27 s 781 | + 0 s 943 |

### Qualifications
| Pos. | Pilote                 | Écurie                 | Groupe de qualification | Super pole     | Grille |
| ---- | ---------------------- | ---------------------- | ----------------------- | -------------- | ------ |
| 1    | Alexander Lynn         | Mahindra               | 1 min 23 s 921          | 1 min 23 s 245 | 1      |
| 2    | Jake Dennis            | BMWi Andretti          | 1 min 24 s 032          | 1 min 23 s 544 | 2      |
| 3    | Sébastien Buemi        | Nissan eDams           | 1 min 24 s 124          | 1 min 23 s 627 | 3      |
| 4    | Sérgio Sette Câmara    | Dragon-Penske          | 1 min 24 s 199          | 1 min 23 s 758 | 4      |
| 5    | André Lotterer         | Porsche                | 1 min 23 s 900          | 1 min 23 s 863 | 5      |
| 6    | Norman Nato            | ROKiT Venturi-Mercedes | 1 min 24 s 329          | 1 min 23 s 912 | 6      |
| 7    | Lucas di Grassi        | Audi                   | 1 min 24 s 564          |                | 7      |
| 8    | Alexander Sims         | Mahindra               | 1 min 24 s 584          |                | 8      |
| 9    | Nyck de Vries          | Mercedes               | 1 min 24 s 644          |                | 9      |
| 10   | Joel Eriksson          | Dragon-Penske          | 1 min 24 s 695          |                | 10     |
| 11   | Mitch Evans            | Jaguar                 | 1 min 24 s 820          |                | 11     |
| 12   | Pascal Wehrlein        | Porsche                | 1 min 24 s 847          |                | 12     |
| 13   | René Rast              | Audi                   | 1 min 24 s 913          |                | 13     |
| 14   | Stoffel Vandoorne      | Mercedes               | 1 min 25 s 101          |                | 14     |
| 15   | Tom Blomqvist          | NIO 333                | 1 min 25 s 104          |                | 15     |
| 16   | Edoardo Mortara        | ROKiT Venturi-Mercedes | 1 min 25 s 198          |                | 16     |
| 17   | Antonio Félix da Costa | DS Techeetah           | 1 min 25 s 279          |                | 17     |
| 18   | Sam Bird               | Jaguar                 | 1 min 25 s 366          |                | 18     |
| 19   | Oliver Turvey          | NIO 333                | 1 min 25 s 398          |                | 19     |
| 20   | Nick Cassidy           | Virgin-Audi            | 1 min 25 s 911          |                | 20     |
| 21   | Oliver Rowland         | Nissan eDams           | 1 min 25 s 932          |                | 21     |
| 22   | Robin Frijns           | Virgin-Audi            | 1 min 26 s 009          |                | 22     |
| 23   | Jean-Éric Vergne       | DS Techeetah           | 1 min 26 s 168          |                | 23     |
| 24   | Maximilian Günther     | BMWi Andretti          | 1 min 28 s 514          |                | 24     |

### Course

#### Classement
| Pos. | no | Pilote                 | Écurie                 | Tours | Temps/Abandon                             | Grille | Points |
| ---- | -- | ---------------------- | ---------------------- | ----- | ----------------------------------------- | ------ | ------ |
| 1    | 27 | Jake Dennis            | BMWi Andretti          | 33    | 46 min 50 s 048                           | 2      | 26     |
| 2    | 17 | Nyck de Vries          | Mercedes               | 33    | + 5 s 381                                 | 9      | 18     |
| 3    | 94 | Alex Lynn              | Mahindra               | 33    | + 6 s 946                                 | 2      | 15     |
| 4    | 36 | André Lotterer         | Porsche                | 33    | + 10 s 699                                | 5      | 13     |
| 5    | 33 | René Rast              | Audi                   | 33    | + 11 s 427                                | 13     | 10     |
| 6    | 11 | Lucas di Grassi        | Audi                   | 33    | + 12 s 233                                | 7      | 8      |
| 7    | 5  | Stoffel Vandoorne      | Mercedes               | 33    | + 17 s 381                                | 14     | 6      |
| 8    | 13 | Antonio Félix da Costa | DS Techeetah           | 33    | + 18 s 457                                | 17     | 4      |
| 9    | 48 | Edoardo Mortara        | ROKiT Venturi-Mercedes | 33    | + 30 s 724                                | 16     | 2      |
| 10   | 99 | Pascal Wehrlein        | Porsche                | 33    | + 38 s 240                                | 12     | 1      |
| 11   | 37 | Nick Cassidy           | Virgin-Audi            | 33    | + 43 s 475                                | 20     |        |
| 12   | 25 | Jean-Éric Vergne       | DS Techeetah           | 33    | + 48 s 025                                | 23     |        |
| 13   | 4  | Robin Frijns           | Virgin-Audi            | 33    | + 51 s 037                                | 22     |        |
| 14   | 20 | Mitch Evans            | Jaguar                 | 33    | + 57 s 579                                | 11     |        |
| 15   | 8  | Oliver Turvey          | NIO 333                | 33    | + 58 s 624                                | 19     |        |
| 16   | 6  | Joel Eriksson          | Dragon-Penske          | 33    | + 59 s 945                                | 10     |        |
| 17   | 7  | Sérgio Sette Câmara    | Dragon-Penske          | 33    | + 1 min 00 s 436                          | 4      |        |
| 18   | 28 | Maximilian Günther     | BMWi Andretti          | 33    | + 1min 05 s 105 (pénalité 10 s)           | 24     |        |
| Abd. | 71 | Norman Nato            | ROKiT Venturi-Mercedes | 33    |                                           | 6      |        |
| Abd. | 88 | Tom Blomqvist          | NIO 333                | 25    |                                           | 15     |        |
| Abd. | 10 | Sam Bird               | Jaguar                 | 1     | Accrochage avec Sims                      | 18     |        |
| Abd. | 29 | Alexander Sims         | Mahindra               | 0     | Accrochage avec Bird                      | 8      |        |
| Dsq. | 23 | Sébastien Buemi        | Nissan eDams           | 33    | Dépassement de la puissance max autorisée | 3      |        |
| Dsq. | 22 | Oliver Rowland         | Nissan eDams           | 33    | Dépassement de la puissance max autorisée | 21     |        |

- Nyck de Vries, Antonio Félix Da Costa, Stoffel Vandoorne, Jean-Éric Vergne et Sam Bird ont été désignés par un vote en ligne pour obtenir le fanboost, qui leur permet de bénéficier de 25 kW supplémentaires pendant cinq secondes lors de la deuxième moitié de la course pendant la durée d'activation d'un mode attaque.

#### Pole position et record du tour
La pole position et le meilleur tour en course rapportent respectivement 3 points et 1 point.
- Pole position :  Alexander Lynn (Mahindra Racing) en 1 min 23 s 245.

- Meilleur tour en course : Mitch Evans (Jaguar Racing) en 1 min 22 s 340 au 22e tour.

#### Tours en tête
- Alexander Lynn (Mahindra Racing) : 11 tours (1-11)

- Jake Dennis (BMW i Andretti Motorsport) : 22 tours (12-33)

## Deuxième manche
GP précédent GP suivant

### Essais libres
| Pos. | Pilote          | Voiture       | Chrono         | Écart     |
| ---- | --------------- | ------------- | -------------- | --------- |
| 1    | Lucas di Grassi | Audi          | 1 min 20 s 001 |           |
| 2    | Jake Dennis     | BMWi Andretti | 1 min 20 s 233 | + 0 s 232 |
| 3    | Oliver Rowland  | Nissan eDams  | 1 min 20 s 340 | + 0 s 339 |
| 4    | Nyck de Vries   | Mercedes      | 1 min 20 s 346 | + 0 s 345 |
| 5    | Sam Bird        | Jaguar        | 1 min 20 s 403 | + 0 s 402 |
| 6    | André Lotterer  | Porsche       | 1 min 20 s 490 | + 0 s 489 |

### Qualifications
| Pos. | Pilote                 | Écurie                 | Groupe de qualification | Super pole     | Grille |
| ---- | ---------------------- | ---------------------- | ----------------------- | -------------- | ------ |
| 1    | Stoffel Vandoorne      | Mercedes               | 1 min 20 s 459          | 1 min 20 s 181 | 1      |
| 2    | Oliver Rowland         | Nissan eDams           | 1 min 20 s 453          | 1 min 20 s 222 | 2      |
| 3    | Alex Lynn              | Mahindra               | 1 min 20 s 319          | 1 min 08 s 248 | 3      |
| 4    | Nyck de Vries          | Mercedes               | 1 min 20 s 511          | 1 min 08 s 353 | 4      |
| 5    | Mitch Evans            | Jaguar                 | 1 min 20 s 367          | 1 min 08 s 321 | 5      |
| 6    | Maximilian Gunther     | BMWi Andretti          | 1 min 20 s 432          | 1 min 09 s 504 | 6      |
| 7    | Pascal Wehrlein        | Porsche                | 1 min 20 s 569          |                | 7      |
| 8    | Robin Frijns           | Virgin-Audi            | 1 min 20 s 620          |                | 8      |
| 9    | Sérgio Sette Câmara    | Dragon-Penske          | 1 min 20 s 641          |                | 9      |
| 10   | Lucas di Grassi        | Audi                   | 1 min 20 s 750          |                | 10     |
| 11   | Sébastien Buemi        | Nissan eDams           | 1 min 20 s 812          |                | 11     |
| 12   | René Rast              | Audi                   | 1 min 20 s 924          |                | 12     |
| 13   | Norman Nato            | ROKiT Venturi-Mercedes | 1 min 20 s 977          |                | 13     |
| 14   | Tom Blomqvist          | NIO 333                | 1 min 20 s 988          |                | 14     |
| 15   | Joel Eriksson          | Dragon-Penske          | 1 min 21 s 010          |                | 15     |
| 16   | André Lotterer         | Porsche                | 1 min 21 s 038          |                | 16     |
| 17   | Jake Dennis            | BMWi Andretti          | 1 min 21 s 042          |                | 17     |
| 18   | Nick Cassidy           | Virgin-Audi            | 1 min 21 s 043          |                | 18     |
| 19   | Alexander Sims         | Mahindra               | 1 min 21 s 064          |                | 19     |
| 20   | Edoardo Mortara        | ROKiT Venturi-Mercedes | 1 min 21 s 080          |                | 20     |
| 21   | Sam Bird               | Jaguar                 | 1 min 21 s 108          |                | 21     |
| 22   | Antonio Félix da Costa | DS Techeetah           | 1 min 21 s 195          |                | 22     |
| 23   | Jean-Éric Vergne       | DS Techeetah           | 1 min 21 s 244          |                | 23     |
| 24   | Oliver Turvey          | NIO 333                | 1 min 21 s 847          |                | 24     |

### Course

#### Classement
| Pos. | no | Pilote                 | Écurie                 | Tours | Temps/Abandon                               | Grille | Points |
| ---- | -- | ---------------------- | ---------------------- | ----- | ------------------------------------------- | ------ | ------ |
| 1    | 94 | Alex Lynn              | Mahindra               | 30    | 46 min 29 s 532                             | 3      | 26     |
| 2    | 17 | Nyck de Vries          | Mercedes               | 30    | + 0 s 599                                   | 4      | 18     |
| 3    | 20 | Mitch Evans            | Jaguar                 | 30    | + 6 s 257                                   | 5      | 15     |
| 4    | 4  | Robin Frijns           | Virgin-Audi            | 30    | + 6 s 682                                   | 8      | 13     |
| 5    | 99 | Pascal Wehrlein        | Porsche                | 30    | + 9 s 212                                   | 7      | 10     |
| 6    | 28 | Maximilian Gunther     | BMWi Andretti          | 30    | + 10 s 637                                  | 6      | 8      |
| 7    | 37 | Nick Cassidy           | Virgin-Audi            | 30    | + 12 s 685                                  | 18     | 6      |
| 8    | 7  | Sérgio Sette Câmara    | Dragon-Penske          | 30    | + 19 s 237                                  | 9      | 4      |
| 9    | 27 | Jake Dennis            | BMWi Andretti          | 30    | + 24 s 914                                  | 17     | 2      |
| 10   | 6  | Joel Eriksson          | Dragon-Penske          | 30    | + 27 s 920                                  | 15     | 1      |
| 11   | 5  | Stoffel Vandoorne      | Mercedes               | 30    | + 28 s 623                                  | 1      | 3      |
| 12   | 48 | Edoardo Mortara        | ROKiT Venturi-Mercedes | 30    | + 29 s 083                                  | 20     |        |
| 13   | 25 | Jean-Éric Vergne       | DS Techeetah           | 30    | + 29 s 915                                  | 23     |        |
| 14   | 23 | Sébastien Buemi        | Nissan eDams           | 30    | + 30 s 291                                  | 11     |        |
| 15   | 8  | Oliver Turvey          | NIO 333                | 30    | + 31 s 364                                  | 24     |        |
| 16   | 29 | Alexander Sims         | Mahindra               | 30    | + 34 s 336                                  | 19     |        |
| 17   | 36 | André Lotterer         | Porsche                | 30    | + 35 s 204                                  | 16     |        |
| 18   | 22 | Oliver Rowland         | Nissan eDams           | 30    | + 42 s 269                                  | 2      |        |
| 19   | 88 | Tom Blomqvist          | NIO 333                | 29    | + 1 tour                                    | 14     |        |
| Abd. | 71 | Norman Nato            | ROKiT Venturi-Mercedes | 27    | Accrochage                                  | 13     |        |
| Abd. | 10 | Sam Bird               | Jaguar                 | 27    | Accrochage                                  | 21     |        |
| Abd. | 13 | Antonio Félix da Costa | DS Techeetah           | 10    | Accrochage                                  | 22     |        |
| Abd. | 33 | René Rast              | Audi                   | 5     | Accrochage                                  | 12     |        |
| Dsq. | 11 | Lucas di Grassi        | Audi                   | 30    | Dépassement sous safety car avec la pitlane | 10     |        |

- Alexander Lynn, António Félix da Costa, Stoffel Vandoorne, Sam Bird et Nyck de Vries ont été désignés par un vote en ligne pour obtenir le fanboost, qui leur permet de bénéficier de 25 kW supplémentaires pendant cinq secondes lors de la deuxième moitié de la course.

#### Pole position et record du tour
La pole position et le meilleur tour en course rapportent respectivement 3 points et 1 point.
- Pole position :  Stoffel Vandoorne(Mercedes EQ) en 1 min 20 s 181.

- Meilleur tour en course :  Robin Frijns (Envision Virgin Racing) en 1 min 21 s 635 au 17e tour.

#### Tours en tête
- Stoffel Vandoorne (Mercedes EQ) : 11 tours (1-9 ; 11-12)
- Nyck de Vries (Mercedes EQ) : 4 tours (10-10 ; 14-16)

- Lucas di Grassi(Jaguar Racing) : 15 tours (13-13 ; 17-30)

## Classements généraux à l'issue de l'ePrix de Londres
| Pos. | Pilote                 | Points |
| ---- | ---------------------- | ------ |
| 1    | Nyck de Vries          | 95     |
| 2    | Robin Frijns           | 89     |
| 3    | Sam Bird               | 81     |
| 4    | Jake Dennis            | 81     |
| 5    | António Félix da Costa | 80     |
| 6    | Alexander Lynn         | 78     |
| 7    | Nick Cassidy           | 76     |
| 8    | Mitch Evans            | 75     |
| 9    | Edoardo Mortara        | 74     |
| 10   | René Rast              | 72     |
| 11   | Pascal Wehrlein        | 71     |
| 12   | Jean-Éric Vergne       | 68     |
| 13   | Stoffel Vandoorne      | 63     |
| 14   | Lucas di Grassi        | 62     |
| 15   | Maximilian Günther     | 62     |
| 16   | Oliver Rowland         | 59     |
| 17   | André Lotterer         | 45     |
| 18   | Alexander Sims         | 44     |
| 19   | Nico Muller            | 30     |
| 20   | Sébastien Buemi        | 20     |
| 21   | Norman Nato            | 17     |
| 22   | Sérgio Sette Câmara    | 16     |
| 23   | Oliver Turvey          | 13     |
| 24   | Tom Blomqvist          | 5      |
| 25   | Joel Eriksson          | 1      |

| Pos. | Écurie                    | Points |
| ---- | ------------------------- | ------ |
| 1    | Virgin-Audi               | 165    |
| 2    | Mercedes                  | 158    |
| 3    | Jaguar                    | 156    |
| 4    | DS Techeetah              | 148    |
| 5    | BMW i Andretti Motorsport | 143    |
| 6    | Audi                      | 134    |
| 7    | Mahindra                  | 122    |
| 8    | Porsche                   | 116    |
| 9    | ROKiT Venturi-Mercedes    | 91     |
| 10   | Nissan eDams              | 79     |
| 11   | Dragon-Penske             | 47     |
| 12   | NIO 333                   | 18     |